# البرود (محافظة الأسياح)
مركز البرود  يقع شرق منطقة القصيم، ويبعد عن مدينة بريدة 70 كم.

## التاريخ
مركز البرود كانت موجودة منذ القدم ومن أقدم بلدان الاسياح وتاريخ نجد يشهد بذلك، ويعود تاريخها إلى ما قبل قيام الدولة السعودية الثالثة، وعند بدء الملك عبد العزيز مشروع توطين البادية طلبها منه الجد عبد العزيز أعطاها له وذلك في عام 1337هـ وتولى الاماره فيها الجد عبد العزيز بن مضيان وعند وفاته دفع بالاماره إلى أبن أخيه نايف بن شالح بن مضيان وذلك لصغر سن الوالد في ذلك الوقت ثم أستلمها الوالد حتى تقاعده في عام 1403هـ ومن ثم تولينا هذه المهمة حتى وقتنا الحاضر، وسكان البرود في القديم اضعاف أضعاف ها هو موجود حالياً والتعداد الحالي يزيد على الفين نسمه

## السكان
يبلغ عدد سكان مركز البرود أكثر من 2.500 نسمة.

## الموقع الجغرافي
يقع شرق منطقة القصيم وتابع لمحافظة الأسياح ويبعد بريدة 70 كم. وعن الأسياح 13 كم.

## المناخ
المناخ قاري صحراوي، حار جاف صيفًا بارد مُمطر شتاء وتبلغ درجة الحرارة صيفًا 45°م، وفي الشتاء تصل 33- مادون الصفر ومتوسط سقوط 